# Eliteserien 2022-2023 (pallavolo maschile)
L'Eliteserien 2022-2023, 51ª edizione della massima serie del campionato norvegese di pallavolo maschile, si è svolta dal 30 settembre 2022 al 23 aprile 2023: al torneo hanno partecipato nove squadre di club norvegesi e la vittoria finale è andata per la quattordicesima volta al Viking.

## Regolamento

### Formula
La formula ha previsto:
- Regular season, disputata con girone all'italiana, con gare di andata e ritorno, per un totale di sedici turni. La squadra di formazione federale del ToppVolley Norge ha disputato solo le partite in casa ed è stata eliminata dalla classifica finale. Al termine, le prime sei squadre classificate hanno acceduto ai play-off scudetto, con le prime due ammesse direttamente alle semifinali. L'ultima squadra classificata è stata retrocessa in 1. divisjon, mentre la squadra posizionata al settimo posto ha acceduto allo spareggio promozione-retrocessione con la seconda e la terza classificata (dopo aver tolto dalla classifica le seconde squadre dei club già partecanti all'Eliteserien) della 1. divisjon.
- Play-off scudetto, organizzati con:
  - Quarti di finale, disputati, in casa della squadra terza classificata, con un girone all'italiana con partite di sola andata;
  - Semifinali, disputate al meglio delle due vittorie su tre gare;
  - Finale, disputata al meglio delle tre vittorie su cinque gare: alla squadra migliore classificata nella regular season è stata assegnata la vittoria nella prima partita della serie[2].
- Spareggio promozione-retrocessione, disputato con un girone all'italiana con partite di sola andata, in casa della squadra classificata al settimo posto della regular season: la prima classificata ha ottenuto il diritto a partecipare alla Eliteserien per la stagione successiva.

### Criteri di classifica
Se il risultato finale è stato di 3-0 o 3-1 sono stati assegnati 3 punti alla squadra vincente e 0 a quella sconfitta, se il risultato finale è stato di 3-2 sono stati assegnati 2 punti alla squadra vincente e 1 a quella sconfitta
L'ordine del posizionamento in classifica è stato definito in base a:
- Punti;
- Numero di vittorie;
- Differenza tra set vinti e persi;
- Differenza tra punti fatti e subiti;
- Numero di set vinti;
- Numero di punti fatti[2].

## Squadre partecipanti
| Club             | Stagione | Città     | Impianto        | Stagione precedente                                      |
| ---------------- | -------- | --------- | --------------- | -------------------------------------------------------- |
| Førde            | dettagli | Sunnfjord | Førdehuset      | 4ª in Eliteserien; quarti di finale play-off scudetto    |
| Koll             | dettagli | Oslo      | Kringsjåhallen  | 2ª in Eliteserien; campione di Norvegia                  |
| NTNUI            | dettagli | Trondheim | Dragvollhallen  | 3ª in Eliteserien; semifinali play-off scudetto          |
| OSI              | dettagli | Oslo      | Domus Athletica | 7ª in Eliteserien; 1ª spareggion promozion-retrocessione |
| Randaberg        | dettagli | Randaberg | Randaberghallen | 6ª in Eliteserien; quarti di finale play-off scudetto    |
| ToppVolley Norge | dettagli | Suldal    | Suldalshallen   | -                                                        |
| Torvastad        | dettagli | Torvastad | Torvastad Arena | 3ª in 1. divisjon                                        |
| Tromsø           | dettagli | Tromsø    | Tromsøhallen    | 5ª in Eliteserien; semifinali play-off scudetto          |
| Viking           | dettagli | Bergen    | Åsane arena     | 1ª in Eliteserien; finale play-off scudetto              |

## Torneo

### Regular season

#### Risultati
| Primo turno |                           |     |                                   |
|             |                           |     |                                   |
| 30-09       | Koll - Viking             | 3-2 | 25-20, 25-16, 23-25, 16-25, 15-11 |
| 01-10       | Førde - NTNUI             | 3-0 | 25-11, 25-23, 25-19               |
| 01-10       | ToppVolley Norge - Tromsø | 2-3 | 25-16, 18-25, 22-25, 27-25, 10-15 |
| 01-10       | Koll - Randaberg          | 3-0 | 25-17, 25-13, 25-21               |
| 02-10       | Viking - NTNUI            | 3-1 | 25-18, 23-25, 25-23, 25-18        |
| 02-10       | Torvastad - Tromsø        | 3-1 | 22-25, 25-19, 25-19, 25-22        |
| 02-10       | OSI - Randaberg           | 0-3 | 23-25, 19-25, 27-29               |

| Secondo turno |                   |     |                            |
|               |                   |     |                            |
| 08-10         | OSI - Førde       | 0-3 | 20-25, 19-25, 20-25        |
| 08-10         | NTNUI - Torvastad | 0-3 | 23-25, 23-25, 19-25        |
| 08-10         | Tromsø - Viking   | 1-3 | 23-25, 24-26, 25-20, 26-28 |
| 09-10         | Koll - Førde      | 3-0 | 25-22, 25-19, 25-14        |

| Terzo turno |                    |     |                            |
|             |                    |     |                            |
| 15-10       | Tromsø - Førde     | 1-3 | 22-25, 17-25, 25-21, 23-25 |
| 16-10       | Tromsø - Randaberg | 0-3 | 15-25, 14-25, 16-25        |

| Quarto turno |                         |     |                                  |
|              |                         |     |                                  |
| 21-10        | ToppVolley Norge - Koll | 0-3 | 20-25, 13-25, 17-25              |
| 22-10        | Randaberg - Koll        | 0-3 | 22-25, 29-31, 23-25              |
| 23-10        | NTNUI - Førde           | 3-2 | 25-22, 25-19, 20-25, 25-27, 15-6 |
| 23-10        | Torvastad - Koll        | 0-3 | 24-26, 17-25, 15-25              |

| Quinto turno |                   |     |                            |
|              |                   |     |                            |
| 29-10        | NTNUI - OSI       | 3-0 | 25-20, 25-14, 25-23        |
| 30-10        | Torvastad - Førde | 1-3 | 25-20, 23-25, 28-30, 19-25 |

| Sesto turno |                          |     |                                  |
|             |                          |     |                                  |
| 12-11       | Viking - Koll            | 3-2 | 23-25, 25-21, 26-28, 25-20, 15-8 |
| 12-11       | Tromsø - Torvastad       | 3-0 | 25-18, 25-21, 25-18              |
| 12-11       | Randaberg - NTNUI        | 3-0 | 25-18, 25-20, 25-14              |
| 13-11       | ToppVolley Norge - NTNUI | 0-3 | 23-25, 21-25, 16-25              |

| Settimo turno |                           |     |                                   |
|               |                           |     |                                   |
| 25-11         | ToppVolley Norge - Viking | 0-3 | 23-25, 15-25, 19-25               |
| 26-11         | OSI - Tromsø              | 1-3 | 20-25, 22-25, 25-21, 20-25        |
| 26-11         | Førde - Koll              | 3-0 | 25-18, 25-15, 26-24               |
| 26-11         | Randaberg - Viking        | 1-3 | 21-25, 25-23, 24-26, 26-28        |
| 27-11         | NTNUI - Tromsø            | 3-2 | 25-15, 22-25, 18-25, 25-19, 15-10 |
| 27-11         | Torvastad - Viking        | 1-3 | 16-25, 22-25, 25-23, 20-25        |

| Ottavo turno |                       |     |                            |
|              |                       |     |                            |
| 10-12        | Førde - Tromsø        | 3-0 | 25-21, 26-24, 25-22        |
| 10-12        | Randaberg - Torvastad | 3-1 | 19-25, 25-20, 25-23, 25-19 |
| 11-12        | Viking - Tromsø       | 3-0 | 25-19, 25-14, 25-19        |
| 11-12        | NTNUI - Koll          | 1-3 | 25-20, 19-25, 18-25, 21-25 |

| Nono turno |                    |     |                            |
|            |                    |     |                            |
| 07-01      | Førde - Randaberg  | 3-1 | 25-23, 22-25, 27-25, 25-23 |
| 08-01      | Viking - Randaberg | 3-0 | 25-13, 25-17, 25-12        |

| Decimo turno |                          |     |                                   |
|              |                          |     |                                   |
| 21-01        | NTNUI - Viking           | 2-3 | 25-20, 19-25, 27-29, 30-28, 12-15 |
| 21-01        | Tromsø - OSI             | 3-0 | 25-12, 25-23, 29-27               |
| 21-01        | Randaberg - Førde        | 2-3 | 25-22, 25-19, 30-32, 20-25, 16-18 |
| 22-01        | ToppVolley Norge - Førde | 1-3 | 11-25, 25-23, 21-25, 13-25        |

| Undicesimo turno |                              |     |                                   |
|                  |                              |     |                                   |
| 28-01            | ToppVolley Norge - Randaberg | 2-3 | 23-25, 23-25, 25-21, 28-26, 12-15 |
| 28-01            | OSI - NTNUI                  | 1-3 | 27-25, 22-25, 21-25, 16-25        |
| 29-01            | Koll - NTNUI                 | 2-3 | 16-25, 25-16, 28-26, 22-25, 11-15 |
| 29-01            | ToppVolley Norge - Torvastad | 1-3 | 16-25, 26-24, 23-25, 18-25        |

| Dodicesimo turno |                       |     |                                   |
|                  |                       |     |                                   |
| 04-02            | OSI - Viking          | 0-3 | 17-25, 13-25, 13-25               |
| 04-02            | Torvastad - Randaberg | 3-2 | 23-25, 25-17, 21-25, 25-19, 16-14 |

| Tredicesimo turno |                    |     |                     |
|                   |                    |     |                     |
| 11-02             | OSI - Koll         | 0-3 | 20-25, 17-25, 25-27 |
| 11-02             | Viking - Torvastad | 3-0 | 25-20, 25-19, 25-22 |
| 12-02             | Førde - Torvastad  | 3-0 | 25-20, 25-21, 25-22 |

| Quattordicesimo turno |                        |     |                                   |
|                       |                        |     |                                   |
| 17-02                 | Torvastad - OSI        | 3-1 | 25-14, 22-25, 25-21, 25-19        |
| 18-02                 | Tromsø - NTNUI         | 3-1 | 24-26, 26-24, 26-24, 25-15        |
| 18-02                 | Randaberg - OSI        | 3-0 | 25-17, 25-20, 25-11               |
| 19-02                 | Viking - Førde         | 3-2 | 22-25, 17-25, 25-21, 26-24, 15-12 |
| 19-02                 | ToppVolley Norge - OSI | 3-0 | 25-22, 25-14, 27-25               |

| Quindicesimo turno |                    |     |                                   |
|                    |                    |     |                                   |
| 25-02              | Viking - OSI       | 3-0 | 25-20, 25-17, 25-14               |
| 25-02              | Koll - Tromsø      | 3-0 | 27-25, 25-23, 25-23               |
| 26-02              | Torvastad - NTNUI  | 2-3 | 25-20, 25-19, 17-25, 13-25, 13-15 |
| 26-02              | Randaberg - Tromsø | 1-3 | 25-23, 23-25, 21-25, 21-25        |
| 26-02              | Førde - OSI        | 3-0 | 25-20, 25-22, 25-13               |

| Sedicesimo turno |                   |     |                                   |
|                  |                   |     |                                   |
| 08-03            | Koll - OSI        | 3-1 | 25-10, 25-19, 23-25, 25-19        |
| 04-03            | NTNUI - Randaberg | 3-2 | 31-33, 25-22, 31-29, 24-26, 15-7  |
| 04-03            | Koll - Torvastad  | 3-0 | 25-19, 25-18, 25-16               |
| 05-03            | Tromsø - Koll     | 3-2 | 25-23, 17-25, 22-25, 25-23, 15-9  |
| 05-03            | OSI - Torvastad   | 0-3 | 23-25, 18-25, 22-25               |
| 05-03            | Førde - Viking    | 3-2 | 22-25, 25-21, 25-22, 23-25, 15-12 |

#### Classifica
| Pos. | Squadra          | Pt | G  | V  | P  | SV | SP | Ratio | PF    | PS    | Ratio |
| ---- | ---------------- | -- | -- | -- | -- | -- | -- | ----- | ----- | ----- | ----- |
| 1.   | Viking           | 38 | 15 | 13 | 2  | 43 | 16 | 2,688 | 1 385 | 1 203 | 1,151 |
| 2.   | Førde            | 36 | 15 | 12 | 3  | 40 | 17 | 2,353 | 1 332 | 1 213 | 1,098 |
| 3.   | Koll             | 35 | 15 | 11 | 4  | 39 | 16 | 2,438 | 1 274 | 1 126 | 1,131 |
| 4.   | NTNUI            | 20 | 15 | 8  | 7  | 29 | 32 | 0,906 | 1 341 | 1 344 | 0,998 |
| 5.   | Tromsø           | 20 | 15 | 7  | 8  | 26 | 31 | 0,839 | 1 258 | 1 292 | 0,974 |
| 6.   | Randaberg        | 20 | 15 | 6  | 9  | 27 | 30 | 0,900 | 1 292 | 1 294 | 0,998 |
| 7.   | Torvastad        | 18 | 15 | 6  | 9  | 23 | 32 | 0,719 | 1 201 | 1 247 | 0,963 |
| 8.   | OSI              | 0  | 15 | 0  | 15 | 4  | 45 | 0,089 | 955   | 1 228 | 0,778 |
|      |                  |    |    |    |    |    |    |       |       |       |       |
|      | ToppVolley Norge | 5  | 8  | 1  | 7  | 9  | 21 | 0,429 | 610   | 701   | 0,870 |

      Qualificata alle semifinali dei play-off scudetto
      Qualificata ai quarti di finale dei play-off scudetto
      Qualificata allo spareggio promozione-retrocessione
      Retrocessa in 1. divsjon

### Play-off scudetto

#### Quarti di finale

##### Risultati
| Prima giornata |                  |     |                                   |
|                |                  |     |                                   |
| 17-03          | Koll - Randaberg | 3-0 | 25-22, 25-23, 25-19               |
| 17-03          | NTNUI - Tromsø   | 3-2 | 28-26, 20-25, 16-25, 25-22, 15-11 |

| Seconda giornata |                   |     |                            |
|                  |                   |     |                            |
| 18-03            | Koll - Tromsø     | 3-0 | 25-16, 25-10, 25-18        |
| 18-03            | NTNUI - Randaberg | 1-3 | 26-24, 23-25, 19-25, 23-25 |

| Terza giornata |                    |     |                                   |
|                |                    |     |                                   |
| 19-03          | Koll - NTNUI       | 3-0 | 25-21, 25-23, 25-22               |
| 19-03          | Tromsø - Randaberg | 2-3 | 25-23, 24-26, 25-19, 16-25, 10-15 |

##### Classifica
| Pos. | Squadra   | Pt | G | V | P | SV | SP | Ratio | PF  | PS  | Ratio |
| ---- | --------- | -- | - | - | - | -- | -- | ----- | --- | --- | ----- |
| 1.   | Koll      | 9  | 3 | 3 | 0 | 9  | 0  | MAX   | 225 | 174 | 1,293 |
| 2.   | Randaberg | 5  | 3 | 2 | 1 | 6  | 6  | 1,000 | 271 | 266 | 1,019 |
| 3.   | NTNUI     | 2  | 3 | 1 | 2 | 4  | 8  | 0,500 | 261 | 283 | 0,922 |
| 4.   | Tromsø    | 2  | 3 | 0 | 3 | 4  | 9  | 0,444 | 253 | 287 | 0,882 |

      Qualificata alle semifinali dei play-off scudetto

#### Fase finale

##### Tabellone
|  | Semifinali | Semifinali | Semifinali | Semifinali | Semifinali |     |        | Finale | Finale | Finale | Finale | Finale | Finale | Finale |  |
|  |            |            |            |            |            |     |        |        |        |        |        |        |        |        |  |
|  | 2qf        | Randaberg  | 2          | 1          |            |     |        |        |        |        |        |        |        |        |  |
|  | 2qf        | Randaberg  | 2          | 1          |            |     |        |        |        |        |        |        |        |        |  |
|  | 1rs        | Viking     | 3          | 3          |            |     |        |        |        |        |        |        |        |        |  |
|  | 1rs        | Viking     | 3          | 3          |            | 1rs | Viking | 1*     | 3      | 3      |        |        |        |        |  |
|  |            |            |            |            |            | 1rs | Viking | 1*     | 3      | 3      |        |        |        |        |  |
|  |            |            | 1qf        | Koll       | 0          | 2   | 1      |        |        |        |        |        |        |        |  |
|  | 1qf        | Koll       | 1qf        | Koll       | 0          | 2   | 1      | 3      | 3      | 3      |        |        |        |        |  |
|  | 1qf        | Koll       |            |            |            |     |        |        |        |        |        |        |        |        |  |
|  | 2rs        | Førde      | 0          | 1          | 1          |     |        |        |        |        |        |        |        |        |  |

* Vittoria assegnata in base al miglior posizionamento al termine della regular season

##### Risultati

###### Semifinali
| Gara 1 |                    |     |                                  |
|        |                    |     |                                  |
| 25-03  | Randaberg - Viking | 2-3 | 25-22, 23-25, 25-15, 16-25, 4-15 |
| 25-03  | Koll - Førde       | 3-0 | 25-23, 25-20, 25-12              |

| Gara 2 |                    |     |                            |
|        |                    |     |                            |
| 26-03  | Randaberg - Viking | 1-3 | 25-17, 25-27, 22-25, 17-25 |
| 26-03  | Koll - Førde       | 3-1 | 26-24, 19-25, 25-20, 25-22 |

| Gara 3 |              |     |                            |
|        |              |     |                            |
| 01-04  | Førde - Koll | 1-3 | 24-26, 16-25, 25-20, 20-25 |

###### Finale
| Gara 2 |               |     |                                  |
|        |               |     |                                  |
| 15-04  | Koll - Viking | 2-3 | 26-24, 18-25, 25-20, 18-25, 8-15 |

| Gara 3 |               |     |                            |
|        |               |     |                            |
| 16-04  | Koll - Viking | 1-3 | 22-25, 23-25, 25-20, 17-25 |

### Spareggio promozione-retrocessione

#### Risultati
| Partite |                      |     |                            |
|         |                      |     |                            |
| 21-04   | Torvastad - Rossvoll | 3-0 | 25-16, 25-16, 25-15        |
| 22-04   | Sotra - Rossvoll     | 3-2 | 25-18, 23-25, 25-19, 20-25 |
| 23-04   | Torvastad - Sotra    | 3-0 | 25-18, 25-14, 25-15        |

#### Classifica
| Pos. | Squadra   | Pt | G | V | P | SV | SP | Ratio | PF  | PS  | Ratio |
| ---- | --------- | -- | - | - | - | -- | -- | ----- | --- | --- | ----- |
| 1.   | Torvastad | 6  | 2 | 2 | 0 | 6  | 0  | MAX   | 150 | 94  | 1,596 |
| 2.   | Sotra     | 2  | 2 | 1 | 1 | 3  | 5  | 0,600 | 140 | 162 | 0,864 |
| 3.   | Rossvoll  | 1  | 2 | 0 | 2 | 2  | 6  | 0,333 | 134 | 168 | 0,798 |

      Ammessa alla Eliteserien 2023-24

## Classifica finale
| Pos                 | Squadra   | Qualificazione        |
| ------------------- | --------- | --------------------- |
| Norvegia (bandiera) | Viking    | Challenge Cup 2023-24 |
| 2                   | Koll      |                       |
| 3                   | Førde     | Challenge Cup 2023-24 |
| 4                   | Randaberg |                       |
| 5                   | NTNUI     |                       |
| 6                   | Tromsø    |                       |
| 7                   | Torvastad |                       |
| 8                   | OSI       | 1. divisjon 2023-234  |

## Premi individuali
| Premio                | Nome               | Squadra   |
| --------------------- | ------------------ | --------- |
| MVP                   | Martin Olimstad    | Førde     |
| Miglior opposto       | Sigurd Festøy      | NTNUI     |
| Miglior schiacciatore | Oskar Espeland     | Torvastad |
| Miglior schiacciatore | Martin Olimstad    | Førde     |
| Miglior centrale      | Øystein Schierning | Koll      |
| Miglior centrale      | Jobjørn Røkenes    | Førde     |
| Miglior libero        | Øystein Bergum     | Koll      |
| Miglior allenatore    | Scott Olsen        | Viking    |
| Giovane dell'anno     | Emil Olsen         | Viking    |

## Statistiche
| Rendimento individuale | Rendimento individuale | Rendimento individuale | Rendimento individuale |
| Pos.                   | Nome                   | Punti                  | Squadra                |
| ---------------------- | ---------------------- | ---------------------- | ---------------------- |
| 1                      | Sigurd Festøy          | 363                    | NTNUI                  |
| 2                      | Martin Olimstad        | 344                    | Førde                  |
| 3                      | Eirik Kavli            | 321                    | Koll                   |
| 4                      | Oskar Espeland         | 294                    | Torvastad              |
| 5                      | Håvard Aarrestad       | 281                    | Randaberg              |
| 6                      | Casper Jørgensen       | 258                    | Tromsø                 |
| 7                      | Cornelius Hilde        | 237                    | Førde                  |
| 8                      | Eirik Bjelland         | 231                    | Viking                 |
| 9                      | Lars-Kristian Ekeland  | 215                    | Viking                 |
| 10                     | Arjan Festøy           | 189                    | Koll                   |

| Attacchi vincenti | Attacchi vincenti     | Attacchi vincenti | Attacchi vincenti |
| Pos.              | Nome                  | Punti             | Squadra           |
| ----------------- | --------------------- | ----------------- | ----------------- |
| 1                 | Sigurd Festøy         | 324               | NTNUI             |
| 2                 | Martin Olimstad       | 295               | Førde             |
| 3                 | Oskar Espeland        | 261               | Torvastad         |
| 4                 | Eirik Kavli           | 258               | Koll              |
| 5                 | Håvard Aarrestad      | 254               | Randaberg         |
| 6                 | Casper Jørgensen      | 215               | Tromsø            |
| 7                 | Cornelius Hilde       | 200               | Førde             |
| 8                 | Eirik Bjelland        | 191               | Viking            |
| 9                 | Lars-Kristian Ekeland | 184               | Viking            |
| 10                | Runar Kvåle           | 163               | OSI               |

| Muri vincenti | Muri vincenti      | Muri vincenti | Muri vincenti |
| Pos.          | Nome               | Punti         | Squadra       |
| ------------- | ------------------ | ------------- | ------------- |
| 1             | Jobjørn Røkenes    | 54            | Førde         |
| 2             | Rune Berg          | 45            | Randaberg     |
| 2             | Sverre Flåskjer    | 45            | Viking        |
| 4             | Øystein Schierning | 38            | Koll          |
| 5             | Elias Strandbu     | 35            | Tromsø        |
| 6             | Martin Olimstad    | 34            | Førde         |
| 7             | Eirik Kavli        | 32            | Koll          |
| 8             | Cato Seljevold     | 31            | NTNUI         |
| 9             | Johansen Alvik     | 29            | NTNUI         |
| 9             | Arjan Festøy       | 29            | Koll          |

| Battute vincenti | Battute vincenti | Battute vincenti | Battute vincenti |
| Pos.             | Nome             | Punti            | Squadra          |
| ---------------- | ---------------- | ---------------- | ---------------- |
| 1                | Eirik Kavli      | 31               | Koll             |
| 2                | Oskar Espeland   | 22               | Torvastad        |
| 3                | Johansen Alvik   | 20               | NTNUI            |
| 3                | Gøran Rønneberg  | 20               | Randaberg        |
| 5                | Henrik Kaldheim  | 19               | Torvastad        |
| 6                | Sverre Flåskjer  | 18               | Viking           |
| 7                | Sigurd Festøy    | 17               | NTNUI            |
| 7                | Cato Seljevold   | 17               | NTNUI            |
| 7                | Lars Tvinde      | 17               | Koll             |
| 10               | Håvard Aarrestad | 16               | Randaberg        |
| 10               | Magnus Ellingsen | 16               | Tromsø           |